# Mandat du Ciel

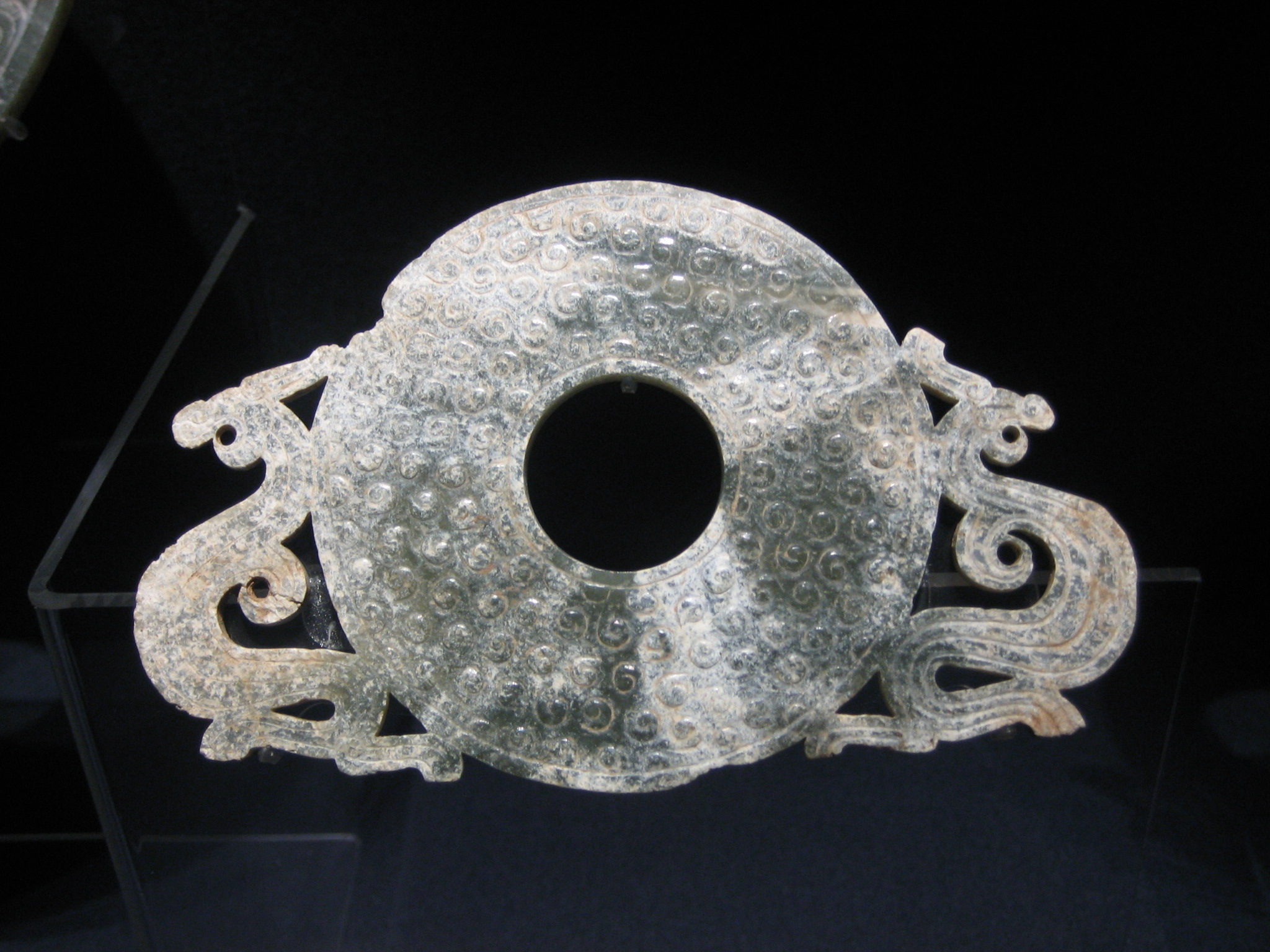
Disque de jade datant de la dynastie Zhou.

Le mandat du Ciel, ou mandat céleste (天命 : Tiānmìng) est un concept chinois apparu sous la dynastie Zhou qui a permis d'affirmer la légitimité du pouvoir des Empereurs de Chine. Il est fondé sur l'approbation que le Ciel accorde aux dirigeants sages et vertueux, approbation qu'il cesse d'accorder si ceux-ci ont une conduite mauvaise ou sont corrompus. 
Par la suite, le concept permit d'appréhender les manifestations naturelles comme des messages du Ciel. Les catastrophes naturelles étaient ainsi perçues comme des signes témoignant de la réprobation du Ciel, ce qui légitimait le peuple à se rebeller, pour qu'une dynastie plus vertueuse se voie alors confier le Mandat du Ciel.
Ce concept, proche de la notion de monarchie de droit divin, en diffère cependant par le fait qu'à la différence du droit divin, le Mandat Céleste peut être retiré aux souverains qui agissent mal.

## Origine
Le concept se rencontre pour la première fois dans les chroniques écrites des paroles du duc de Zhou, jeune frère du roi Wu de la dynastie des Zhou (de 1122 av. J.-C. à 256 av. J.-C.), et qui exerça la régence pendant l'enfance du petit roi Cheng, fils du roi Wu. Il est considéré par beaucoup comme ayant été à l'origine de cette notion. Plus tard, le concept de Mandat du Ciel fut invoqué par Mencius, le célèbre philosophe, considéré comme le plus grand des philosophes chinois après Confucius. Dans le 20ème Entretien, Confucius avertit : « Sans connaître le Mandat du Ciel, on ne peut pas devenir un junzi (un véritable homme). » 
Le concept de Mandat du Ciel fut utilisé par les Zhou pour justifier le renversement par eux de la dynastie des Shang, et sera utilisé par de nombreuses dynasties à venir. Le duc de Zhou expliqua aux sujets de la dynastie des Shang que si leur roi n'avait pas abusé de son pouvoir, son Mandat ne lui aurait pas été retiré. 
Plus tard, lorsque la pensée politique chinoise se sera approfondie, le Mandat sera lié à la notion de cycle dynastique. 
Le concept de « Mandat du Ciel » avait un grand rôle en Chine, où il aidait à contraindre l'empereur à garder la mesure dans l'utilisation de son pouvoir, par la perte de légitimité qu'auraient entraîné des abus, et le droit moral qu'aurait alors eu la population (ou des prétendants au trône) de se révolter contre la dynastie. 
Le Mandat ne nécessitait aucune naissance particulière, aucune origine noble : des dynasties brillantes comme les Han ou les Ming ont au contraire été fondées par des hommes d'extraction modeste. Le Mandat du Ciel était héréditaire entre père et fils, mais jamais entre mère et fille.
De graves inondations ou des famines étaient considérées comme autant de preuves que le Ciel était en train de retirer son mandat à la dynastie.

## Transition entre les Shang et les Zhou
La dynastie des Shang avait elle-même pris le pouvoir en Chine en jetant à bas la dynastie cruelle et corrompue des Xia. Elle connut alors des temps prospères et obtint de grands succès, dans toute la région arrosée par le Fleuve Jaune. Aussi la dynastie dura-t-elle pendant 640 ans durant lesquelles se succédèrent 31 rois. Pendant cette période, la dynastie fut à même de profiter de la paix et de la tranquillité qui permit un développement économique et du travail pour ses sujets. Mais peu à peu, les vertus initiales de la dynastie se perdirent, et les souverains Shang devinrent corrompus, vivant dans le luxe, et tyrannisant leurs sujets. 
En 1111 av. J.-C., le duc des Zhou fut à la tête d'une révolte populaire qui vint à bout du régime du dernier roi des Shang ; celui-ci, Zhouxin, pour échapper à la vindicte populaire, mit le feu à son palais et se jeta dans les flammes.
C'est alors que les Zhou, pour la première fois dans l'histoire de Chine, justifièrent leur conquête du pouvoir par la nécessité de remplacer une dynastie qui, par sa tyrannie et sa corruption, ne méritait plus le Mandat du Ciel.
Après qu'ils eurent pris le pouvoir, les Zhou connurent à leur tour une grande prospérité.
De nombreux ouvrages littéraires et philosophiques furent écrits pendant cette période. 
Puis, finalement, la dynastie des Zhou perdit de son pouvoir ; la Chine connut alors la période dite des Royaumes combattants, qui se solda par la victoire des Qin. Ceux-ci prirent alors le pouvoir en 221 av. J.-C., avec Qin Shi Huang Di, qui réunifia la Chine, en utilisant à son tour la théorie du Mandat Céleste pour justifier son arrivée sur le trône.

## Transition entre les Cinq Dynasties et les Song
Durant la période des Cinq Dynasties et des Dix Royaumes, aucune dynastie ne régnait sur l'ensemble de la Chine, morcelée en royaumes rivaux.
Ceci constitua un problème pour la dynastie des Song, car ils voulaient justifier l'arrivée au pouvoir de leur dynastie en expliquant que c'est à elle que le Mandat du Ciel avait été accordé. Le mandarin-lettré Xue Juzheng compila alors l'histoire des Cinq Dynasties (五代史) pendant les années des décennies 960 et 970, après que les Song eurent pris le contrôle de la Chine du nord des mains de la dernière des Cinq Dynasties, la dynastie des Zhou postérieurs. L'un des buts essentiels de la rédaction de cette histoire était d'établir une justification du transfert du Mandat du Ciel, en expliquant son cheminement au travers des Cinq Dynasties, jusqu'aux Song eux-mêmes. Il expliqua en quoi ces dynasties avaient rempli certains critères essentiels leur méritant le Mandat Céleste, bien qu'elles n'aient à aucun moment régné sur la Chine entière. Un de ces critères était qu'elles avaient toutes régné sur le cœur traditionnel du territoire chinois ; elles avaient aussi détenu nettement plus de territoires qu'aucun des autres États qui se disputaient le sud de la Chine.
Cependant, il restait dans certains domaines des critères où toutes ces dynasties avaient clairement échoué : le comportement brutal de Zhu Wen et de la dynastie des Liang postérieurs fut un cas où les explications devinrent embarrassées, au point de rendre très laborieux l'application de la théorie du Mandat du Ciel.
Quant aux dynasties des Tang postérieurs, des Jin postérieurs et des Han postérieurs, elles étaient toutes des dynasties d'origine étrangère à la Chine, gouvernées comme elles l'avaient été par des dirigeants turcs.
Une autre difficulté enfin était que, bien que chacune de ces dynasties ait été le royaume le plus puissant de leur temps, aucune d'entre elles n'avait jamais été en mesure d'unifier la Chine dans sa totalité, car elles durent coexister avec de puissants royaumes dans le sud. 
Cependant, la conclusion finale de Xue Juzheng demeura que le Mandat Céleste avait bien été conféré successivement à chacune des Cinq Dynasties, pour arriver enfin dans les mains de la dynastie des Song, qui avait pris le pouvoir à la dernière des Cinq Dynasties.

## Influence dans la sinosphère
En raison de l'influence de la Chine à l'époque médiévale, le concept du Mandat du Ciel s'est répandu dans d'autres pays d'Asie de l'Est comme justification du gouvernement par la légitimité politique divine. En Corée, le royaume de Goguryeo, l'un des trois Royaumes de Corée, a adopté le concept chinois de tianxia qui était basé sur le Mandat du Ciel, mais a été changé pour être basé sur l'ascendance divine. On dit également que le royaume de Silla a adopté le Mandat du Ciel, mais les premiers enregistrements datent de la dynastie Joseon, qui a fait du Mandat du Ciel une idéologie d'État durable.
L'idéologie a également été adoptée au Vietnam, connue en vietnamien sous le nom de Thiên mệnh (Chữ Hán : 天命). Un mandat divin a donné à l'empereur vietnamien le droit de gouverner, basé non pas sur sa lignée mais sur sa compétence à gouverner. Les dynasties vietnamiennes plus tardives et plus centralisées ont adopté le confucianisme comme idéologie d'État, ce qui a conduit à la création d'un système tributaire vietnamien en Asie du Sud-Est qui a été calqué sur le système sinocentrique chinois en Asie de l'Est.
Au Japon, le gouvernement japonais a trouvé le concept idéologiquement problématique, préférant ne pas avoir de légitimité politique divine conditionnelle et qui pourrait être retirée. Le code japonais Taihō , formulé en 703, était en grande partie une adaptation du système gouvernemental de la dynastie Tang , mais le mandat du ciel a été spécifiquement omis. Plus tard, ce besoin a été évité parce que la Maison impériale du Japon prétendait descendre dans une lignée ininterrompue de la déesse japonaise du soleil, Amaterasu. Néanmoins, tout en conservant ce rôle, l'empereur japonais est devenu politiquement marginalisé dans les périodes Nara et Heian par de puissants régents du clan Fujiwara qui ont pris le contrôle exécutif de l'État. Même si la lignée impériale japonaise elle-même est restée ininterrompue après le VIIIe siècle, l'autorité politique réelle est passée par des dynasties successives de régents et de shoguns qui ont cyclé d'une manière similaire à celle des dynasties chinoises. Même après la restauration Meiji en 1868, lorsque l'empereur fut replacé au centre de la bureaucratie politique, le trône lui-même avait très peu de pouvoir vis-à-vis de l'oligarchie Meiji. Le pouvoir politique réel est passé par au moins quatre systèmes depuis la restauration de Meiji : la démocratie Taishō, les militaristes, l'occupation du Japon et la démocratie d'après-guerre. L'empereur à l'ère moderne est une figure de proue politique et non un souverain au pouvoir.

## Concept du «droit divin» dans d'autres pays
Le Mandat du Ciel est similaire à la notion européenne de « roi de droit divin ». Dans les deux cas, le but est de légitimer le pouvoir du souverain par une approbation divine. Une différence fondamentale repose cependant dans le fait que le droit divin européen confère une légitimité sans condition, alors que le Mandat du Ciel chinois était sous la condition d'une juste conduite du souverain. 
Ainsi, une révolution n'est jamais légitime dans une « monarchie de droit divin », telle que l'était la monarchie française. En Chine au contraire, la philosophie du Mandat du Ciel approuve que l'on renverse un souverain injuste. 
Les historiens chinois ont interprété le succès d'une révolte comme étant justement une preuve que le Mandat du Ciel avait été retiré à la dynastie pour être remis en de meilleures mains. 
En Chine, le droit de se rebeller contre un souverain injuste est donc un élément constant de la philosophie politique depuis la dynastie des Zhou.